# David Leiva
David Leiva (Almeria, 1977), criat a Barcelona, és un guitarrista de flamenc.

## Biografia
La seva tasca com a guitarrista flamenc, concertista, pedagog, transcriptor, escriptor i compositor l'ha portat a ser uns guitarrista destacat. Les carreres superiors que posseeix són les de pedagogia musical, guitarra clàssica i guitarra flamenca. La seva tasca docent la realitza en el Conservatori del Liceu de Barcelona, sent unes de les escoles de flamenc més importants del món. Ha realitzat diverses presentacions, conferències i classes magistrals per a conservatoris, escoles i universitats. Des del 2008 ha creat la seva pròpia metodologia, sent admirada i respectada pels especialistes del gènere i guitarristes de tot el món. Com a pedagog és un referent dins de l'ensenyament flamenca per la seva experiència docent i per les seves metodologies.
Com a autor ha estat pioner de nombrosos mètodes i llibres de gran èxit en la pedagogia flamenca. Ha estat el primer autor que ha realitzat un mètode musical sobre el Cant flamenc i el Ball flamenc, titulat "Mètode de cante i baile flamenco i el seu acompanyament vol.1" el seu primer llibre va ser un dels més venuts de l'any 2009, col·locant-lo com un dels autors més importants del flamenc en un sol any. Aquest èxit no és l'únic que ha obtingut en el seu primer any com a escriptor, el seu llibre "Camarón guitar tab" és el primer llibre en música sobre alguns temes del cantaor més gran de la història, sent en mig any uns dels llibres més venuts del 2009. A part d'aquests llibres té "Mètode de cant i ball flamenc i el seu acompanyament vol. 2, 3 i 4 "," Combo flamenc ", "Suite de flamenc "," Mètode de guitarra flamenca des del compàs ", "Paco de Lucía guitar tab" i "Enrique Morente". L'any 2010 David Leiva s'inicia amb l'empresa Flamencolive la "Guia de la guitarra flamenca" sent molt ben acollit pels guitarristes del gènere, sent en poc temps, un llibre de referència dins de l'harmonia flamenca. L'any 2011 inicia un dels seus reptes més apassionants dins de la didàctica flamenca, llança amb l'empresa RGB el "Tractat de l'acompanyament al cante" una col·lecció que amb les noves tecnologies ofereix a aquest gènere la possibilitat d'acompanyar els grans mestres del cant flamenc, com Antonio Mairena, Pericón de Cádiz, Terremoto de Jerez o Rafael Romero. Tot aquest material ha rebent molt bona crítica dels especialistes del gènere i músics en general.
El 2012 llança el seu primer treball discogràfic titulat "Fuente Victoria".
Firma i prova les guitarres del prestigiós lutier Juan Montes i ha llançat dos pioners packs de guitarra flamenca amb el segell Real Musical (Bàsic i Professional).
Com a concertista solista ha actuat en diferents teatres, festivals i sales de gran importància internacional. Ha format el grup "David Leiva group" amb què han realitzat diverses gires nacionals i internacionals. És compositor de diversos espectacles de ball de gran èxit com Vermell sobre Negre i Combo flamenc. La seva experiència com a guitarrista d'acompanyament l'ha portat a acompanyar a grans figures del cant i ball flamenc.

## Discos
- Fuente Victoria. RGB. Madrid 2012[2]

## Llibres
- Mètode del cante i ball flamenc i el seu acompanyament núm. 1. Nova Carisch. Madrid 2008
- Mètode del cante i ball flamenc i el seu acompanyament núm. 2. Nova Carisch. Madrid 2009
- Mètode del cante i ball flamenc i el seu acompanyament núm. 3. Nova Carisch. Madrid 2010
- Mètode del cante i ball flamenc i el seu acompanyament núm. 4. Nova Carisch. Madrid 2010
- Camarón guitar tab amb veu. Nova Carisch. Madrid 2009
- Combo flamenc núm. 1. Nova Carisch. Madrid 2009
- Suite de flamenc núm. 1. PERIFÈRIA Sheet Music (Editorial de música contemporània). Barcelona 2009
- Mètode de guitarra flamenca des del compàs núm. 1. Nova Carisch. Madrid 2010
- Mètode de guitarra flamenca des del compàs núm. 2. Nova Carisch. Madrid 2011
- Guia de la guitarra flamenca. RGB. Madrid 2010
- Paco de Lucía Guitar tab. Nova Carisch. Madrid 2011
- Enrique Morente guitar tab. Nova Carisch. Madrid 2011
- 20 Villancicos populares. Nueva Carisch. Madrid 2012
- Viva la copla. Nueva Carisch. Madrid 2012
- Primeros pasos, Guitarra clásica para niños. Nueva Carisch. Madrid 2014
- Antología de falsetas de Paco de Lucía, Bulerías 1ª época Flamencolive. Madrid 2014
- Siroco de Paco de Lucía Flamencolive. Madrid 2014
- Zyryab de Paco de Lucía Flamencolive. Madrid 2016

## DVD
- Tractat de l'acompanyament al cante, Soleá. RGB. Madrid 2011
- Tractat de l'acompanyament al cante, siguiriya. RGB. Madrid 2012
- Tractat de l'acompanyament al cante, Alegries. RGB. Madrid 2012
- Tractat de l'acompanyament al cante, Tientos. RGB. Madrid 2012
- Espanya en dues guitarres, Sabicas i Mario Escudero Vol.1. RGB. Madrid 2012
- Espanya en dues guitarres, Sabicas i Mario Escudero Vol.2. RGB. Madrid 2012